# Bradley (Oklahoma)
Bradley – miasto w Stanach Zjednoczonych, w stanie Oklahoma, w hrabstwie Clark.